# 우정초등학교 (울산)
우정초등학교는 대한민국 울산광역시 중구에 있는 초등학교다.

## 학교 연혁
- 1982.07.14 우정초등학교 설립 인가
- 1985.06.01 개교(18학급)
- 1986~1998 시지정 시범학교 보고회(6회) 경상남도 우수 학교 선정(2회)
- 1999.03.01~2001.02.28 교육부지정 교육정보화 연구학교 운영
- 2003~2004 울산광역시교육청 지정 신지식 공동체 연구학교 운영
- 2006~2008 3년 연속 강북교육 역점사업 최우수 학교 선정
- 2008~2009 울산광역시강북교육지원청 지정 학력향상 선도학교 운영
- 2010.03.01~2012.02.29 울산광역시 교육청 지정 호국 보훈 시범학교 운영
- 2013.03.01 제10대 김석희 교장 취임
- 2014.02.19 제 29회 졸업(총 졸업생수 7,130명)
- 2014.03.01 33학급, 특수1학급, 병설유치원 2학급 편성